# London Palladium
London Palladium er et af West Ends største og mest kendte teatre, med over 2.200 pladser. Teateret ligger i Argyll Street lige ved Oxford Circus. Teatret er tegnet af den kendte teaterarkitekt Frank Matcham i 1910, bag en 1700-tals facade, som oprindelig tilhørte Argyll House.
De første år var Palladium varietéscene, og det var her Louis Armstrong første gang spillede på en britisk scene i 1932. Året efter kunne Duke Ellington opleves på Palladium for første gang i Storbritannien. Mellem 1955 og 1967 blev det populære TV-show Sunday Night at the London Palladium overført herfra.
I januar 1973 satte glamrockbandet Slade publikum i sådan bevægelse, at balkon'en næsten brød sammen. Marvin Gaye indspillede sin dobbel-LP Marvin Gaye Live at the London Palladium her i 1976.
I 2000 blev teateret overtaget af Andrew Lloyd Webbers Really Useful Group, og har siden mest været kendt for sine musicals som The King and I,  Chitty Chitty Bang Bang  og The Sound of Music.